# مانستوی وانک
مانستوی وانک (ارمنی: Մանստևի վանք؛ انگلیسی: Manstevi Vank) یک صومعه متعلق به کلیسای حواری ارمنی واقع در شهر تغوت، استان لوری ارمنستان می‌باشد. ساخت و ساز این ساختمان در سال میلادی؛ به پایان رسید. این بنا به سبک معماری ارمنی طراحی شده است.